# Distichopora violacea
Distichopora violacea — вид гідроїдних кнідарій родини Stylasteridae ряду Антомедузи (Anthomedusae).

## Поширення
Вид поширений у Індійському океані та на заході Тихого океану, у Червоному морі. Часто зустрічається на коралових рифах біля Сейшельських островів та на острові Реюньйон.

## Опис
Розміри колонії сягає від 10 до 25 см завдовжки. Колонія пурпурового забарвлення. Поліпи малі, майже непомітні.

## Спосіб життя
Ростуть у печерах та затемнених ділянках рифів на глибині до 122 м. Раціон складається з тваринної їжі, в основному, з зоопланктону.